# Адаљберт Пилок
Адаљберт Пулок (6. јануар 1907 — 7. децембар 1977) био је румунски фудбалер који је играо на позицији голмана. Рођен је у Аустроугарској (данашњој Румунији).

## Биографија
На клупском нивоу, играо је у Првој лиги Румуније за Кришану из Ораде.
Играо је за фудбалску репрезентацију Румуније на Светском првенству у Италији 1934. године. Тим је елиминисан у првом колу овог такмичења након пораза од Чехословачке резултатом 3 : 2.